# Просто друзі
«Просто друзі» (англ. Just Friends) — кінофільм режисера Роджера Камбла, що вийшов на екрани в 2005 році.

## Зміст
Лос-анджелеський музичний продюсер Кріс Брендер має все, що тільки можна забажати, — гроші, приємну зовнішність і чудову роботу. Однак у житті Кріса не завжди все складалося так гладко. У школі він був дуже повним і від цього надто сором'язливим. Єдиний світлий спогад він зберіг про свою близьку подругу Джеймі, в яку він був таємно і безнадійно закоханий. І ось після десяти років, ставши непереборним серцеїдом і процвітаючим продюсером, по дорозі в Париж Кріс змушений зупинитися в рідному для нього Нью-Джерсі. У місцевому барі Кріс випадково зустрічає Джеймі і розуміє, що все ще любить її. Проте завоювати серце коханої дівчини виявляється ще важче, ніж 10 років тому.

## Ролі
| Актор            | Роль            |
| ---------------- | --------------- |
| Раян Рейнольдс   | Кріс Брендер    |
| Емі Смарт        | Джеймі Паламіно |
| Анна Фаріс       | Саманта Джеймс  |
| Кріс Кляйн       | Дасті Лі        |
| Стівен Рут       | Кей Сі          |
| Кріс Маркетт     | Майк Брендер    |
| Джакомо Белтрамі | містер Паламіно |
| Фред Евануїк     | Кларк           |
| Емі Матісіо      | Дарла           |
| Джулі Гаґерті    | Керол Брендер   |

## Саундтрек
CD з саундтреком був випущений «New Line Records» 22 листопада 2005 року. До нього увійшли такі композиції:
1. Бен Лі — «Catch My Disease»
2. Fountains of Wayne — «Hackensack»
3. Rogue Wave — «Eyes»
4. Саманта Джеймс — «Forgiveness»
5. Брендан Бенсон — «Cold Hands (Warm Heart)»
6. Robbers on High Street — «Big Winter»
7. The Sights — «Waiting on a Friend»
8. Рід Фоел — «When It Comes Around»
9. The Lemonheads — «Into Your Arms»
10. Рождестенскій хор — «Christmas, Christmas»
11. Дасті Лі — «Jamie Smiles»
12. Саманта Джеймс — «Love from Afar»
13. Джефф Кардоні — «Just Friends Score Medley»
14. All-4-One — «I Swear»
15. Карлі Саймон — «Coming Around Again»

### Інші пісні, що виконуються акторами
- «Forgiveness» (Прощення) — Анна Феріс
- «When Jamie Smiles» (Коли Джеймі посміхається) — Кріс Кляйн
- «Love from Afar» (Любов здалеку) — Анна Феріс
- «Just a Guy» (Просто хлопець) — Анна Феріс (тільки в розширеній версії)

## Знімальна група
- Режисер — Роджер Камбл
- Сценарист — Адам Девіс
- Продюсер — Кріс Бендер
- Композитор — Джефф Кардоні, Скотт Салінас